# Cantón de Dinan-Este
El cantón de Dinan-Este era una división administrativa francesa, que estaba situada en el departamento de Costas de Armor y la región de Bretaña.

## Composición
El cantón estaba formado por cinco comunas, más una fracción de la comuna que le daba su nombre:
- Dinan (fracción)
- Lanvallay
- La Vicomté-sur-Rance
- Léhon
- Pleudihen-sur-Rance
- Saint-Hélen

## Supresión del cantón de Dinan-Este
En aplicación del Decreto nº 2014-150 de 13 de febrero de 2014, el cantón de Dinan-Este fue suprimido el 22 de marzo de 2015 y sus 6 comunas pasaron a formar parte; tres del nuevo cantón de Lanvallay, dos del nuevo cantón de Dinan y una del nuevo cantón de Pleslin-Trigavou.